# Plutodes moultoni
Plutodes moultoni är en fjärilsart som beskrevs av Louis Beethoven Prout 1922. Plutodes moultoni ingår i släktet Plutodes och familjen mätare. Inga underarter finns listade i Catalogue of Life.